# Europapokal der Pokalsieger 1980/81
Der Europapokal der Pokalsieger 1980/81 war die 21. Ausspielung des Wettbewerbs der europäischen Fußball-Pokalsieger. 34 Klubmannschaften aus 33 Ländern nahmen teil, darunter Titelverteidiger FC Valencia, 28 nationale Pokalsieger und 5 unterlegene Pokalfinalisten (Crusaders FC, SK Haugar, Dinamo Tiflis, SV Austria Salzburg und Castilla CF).
Aus der BRD waren DFB-Pokalsieger Fortuna Düsseldorf, aus der DDR FDGB-Pokalsieger FC Carl Zeiss Jena, aus Österreich ÖFB-Cupfinalist SV Austria Salzburg und aus der Schweiz Cupsieger FC Sion am Start.
Im Finale stand mit dem von Hans Meyer trainierten FC Carl Zeiss Jena zum zweiten Mal nach 1974 (damals der 1. FC Magdeburg) eine DDR-Mannschaft. Im Düsseldorfer Rheinstadion unterlag Jena, welches zuvor Mannschaften mit so klangvollen Namen wie AS Rom, FC Valencia oder Benfica Lissabon ausgeschaltet hatte, jedoch Dinamo Tiflis mit 1:2.
Torschützenkönig wurde der Engländer David Cross von West Ham United mit 6 Toren.

## Modus
Die Teilnehmer spielten wie gehabt im reinen Pokalmodus mit Hin- und Rückspielen den Sieger aus. Gab es nach beiden Partien Torgleichstand, entschied die Anzahl der auswärts erzielten Tore (Auswärtstorregel). War auch deren Anzahl gleich fand im Rückspiel eine Verlängerung statt, in der auch die Auswärtstorregel galt. Herrschte nach Ende der Verlängerung immer noch Gleichstand, wurde ein Elfmeterschießen durchgeführt. Das Finale wurde in einem Spiel auf neutralem Platz entschieden. Bei unentschiedenem Spielstand nach Verlängerung wäre der Sieger ebenfalls in einem Elfmeterschießen ermittelt worden.

## Vorrunde
Die Hinspiele fanden am 20. August, die Rückspiele am 3. September 1980 statt.
|                | Gesamt |                       | Hinspiel | Rückspiel |
| -------------- | ------ | --------------------- | -------- | --------- |
| Celtic Glasgow | 7:2    | Diósgyőri VTK Miskolc | 6:0      | 1:2       |
| Altay İzmir    | 0:4    | Benfica Lissabon      | 0:0      | 0:4       |

## 1. Runde
Die Hinspiele fanden am 16./17. September, die Rückspiele am 1. Oktober 1980 statt.
|                          | Gesamt    |                          | Hinspiel | Rückspiel |
| ------------------------ | --------- | ------------------------ | -------- | --------- |
| AFC Newport County       | 4:0       | Crusaders FC             | 4:0      | 0:0       |
| Slawia Sofia             | 3:2       | Legia Warschau           | 3:1      | 0:1       |
| Spora Luxemburg          | 00:12     | Sparta Prag              | 0:6      | 0:6       |
| Castilla CF              | 4:6       | West Ham United          | 3:1      | 1:5 n. V. |
| Hvidovre IF              | 3:0       | Fram Reykjavík           | 1:0      | 2:0       |
| Dinamo Zagreb            | 0:2       | Benfica Lissabon         | 0:0      | 0:2       |
| Ilves Tampere            | 3:7       | Feyenoord Rotterdam      | 1:3      | 2:4       |
| FC Sion                  | 1:3       | SK Haugar                | 1:1      | 0:2       |
| Omonia Nikosia           | 1:7       | KSV THOR Waterschei      | 1:3      | 0:4       |
| Malmö FF                 | 1:0       | FK Partizani Tirana      | 1:0      | 0:0       |
| Fortuna Düsseldorf       | 8:0       | SV Austria Salzburg      | 5:0      | 3:0       |
| FC Valencia              | 5:3       | AS Monaco                | 2:0      | 3:3       |
| AS Rom                   | 3:4       | FC Carl Zeiss Jena       | 3:0      | 0:4       |
| AGS Kastoria             | 0:2       | Dinamo Tiflis            | 0:0      | 0:2       |
| Celtic Glasgow           | (a)2:2(a) | FC Politehnica Timișoara | 2:1      | 0:1       |
| Hibernians Football Club | 1:4       | Waterford FC             | 1:0      | 0:4       |

## 2. Runde
Die Hinspiele fanden am 22. Oktober, die Rückspiele am 5. November 1980 statt.
|                     | Gesamt |                          | Hinspiel | Rückspiel |
| ------------------- | ------ | ------------------------ | -------- | --------- |
| SK Haugar           | 0:6    | AFC Newport County       | 0:0      | 0:6       |
| FC Carl Zeiss Jena  | 3:2    | FC Valencia              | 3:1      | 0:1       |
| Waterford FC        | 0:5    | Dinamo Tiflis            | 0:1      | 0:4       |
| West Ham United     | 4:1    | FC Politehnica Timișoara | 4:0      | 0:1       |
| Hvidovre IF         | 1:3    | Feyenoord Rotterdam      | 1:2      | 0:1       |
| Malmö FF            | 1:2    | Benfica Lissabon         | 1:0      | 0:2       |
| Sparta Prag         | 2:3    | Slawia Sofia             | 2:0      | 0:3       |
| KSV THOR Waterschei | 0:1    | Fortuna Düsseldorf       | 0:0      | 0:1       |

## Viertelfinale
Die Hinspiele fanden am 4. März, die Rückspiele am 18. März 1981 statt.
|                    | Gesamt |                     | Hinspiel | Rückspiel |
| ------------------ | ------ | ------------------- | -------- | --------- |
| Slawia Sofia       | 3:6    | Feyenoord Rotterdam | 3:2      | 0:4       |
| FC Carl Zeiss Jena | 3:2    | AFC Newport County  | 2:2      | 1:0       |
| Fortuna Düsseldorf | 2:3    | Benfica Lissabon    | 2:2      | 0:1       |
| West Ham United    | 2:4    | Dinamo Tiflis       | 1:4      | 1:0       |

## Halbfinale
Die Hinspiele fanden am 8. April, die Rückspiele am 22. April 1981 statt.
|                    | Gesamt |                     | Hinspiel | Rückspiel |
| ------------------ | ------ | ------------------- | -------- | --------- |
| Dinamo Tiflis      | 3:2    | Feyenoord Rotterdam | 3:0      | 0:2       |
| FC Carl Zeiss Jena | 2:1    | Benfica Lissabon    | 2:0      | 0:1       |

## Finale
| Dinamo Tiflis                                | Dinamo Tiflis | FC Carl Zeiss Jena | FC Carl Zeiss Jena | Aufstellung                                        |
| -------------------------------------------- | --- | --- | ------------------ | -------------------------------------------------- |
| Dinamo Tiflis                                | \| 13. Mai 1981 in Düsseldorf (Rheinstadion) \| \| Ergebnis: 2:1 (0:0) \| \| Zuschauer: 4.750 \| \| Schiedsrichter: Riccardo Lattanzi ( Italien) \| | \| 13. Mai 1981 in Düsseldorf (Rheinstadion) \| \| Ergebnis: 2:1 (0:0) \| \| Zuschauer: 4.750 \| \| Schiedsrichter: Riccardo Lattanzi ( Italien) \| | FC Carl Zeiss Jena | Aufstellung Dinamo Tiflis gegen FC Carl Zeiss Jena |
| Dinamo Tiflis                                | Otari Gabelija – Nodar Chisanischwili – Georgi Tawadse, Aleksandre Tschiwadse , Tamas Kostawa – Saur Swanadse (67. Nugsar Kakilaschwili), Witali Darasselia, Tengis Sulakwelidse – Wladimir Guzajew, Dawit Qipiani, Ramas Schengelia Cheftrainer: Nodar Achalkazi | Hans-Ulrich Grapenthin – Rüdiger Schnuphase – Gert Brauer, Lothar Kurbjuweit , Wolfgang Schilling – Gerhard Hoppe (89. Ulrich Oevermann), Andreas Krause, Lutz Lindemann – Andreas Bielau (74. Thomas Töpfer), Jürgen Raab, Eberhard Vogel Cheftrainer: Hans Meyer | FC Carl Zeiss Jena | Aufstellung Dinamo Tiflis gegen FC Carl Zeiss Jena |
| Dinamo Tiflis                                | 1:1 Wladimir Guzajew (67.) 2:1 Witali Darasselija (87.) | 0:1 Gerhard Hoppe (63.) | FC Carl Zeiss Jena | Aufstellung Dinamo Tiflis gegen FC Carl Zeiss Jena |
| 13. Mai 1981 in Düsseldorf (Rheinstadion)    | | |                    |                                                    |
| Ergebnis: 2:1 (0:0)                          | | |                    |                                                    |
| Zuschauer: 4.750                             | | |                    |                                                    |
| Schiedsrichter: Riccardo Lattanzi ( Italien) | | |                    |                                                    |